# CS Hammam-Lif
Club Sportif de Hammam-Lif (în arabă النادي الرياضي لحمام الأنف), prescurtat CSHL, este un club de fotbal din Tunisia, fondat în 1944, își are sediul în orașul Hammam-Lif. 